# Raión de Dárnytsia
El raión de Dárnytsia (en ucraniano: Дарницький район, TR: Dárnytskyi rallón) es un raión o distrito urbano de Ucrania, en la ciudad de Kiev. Comprende una superficie de 134 km² y la población del raión se estima en unos 348 000 habitantes. 

## Historia
Aunque no se conoce la fecha exacta del establecimiento del área, hay evidencia de que durante los siglos IV y III a. C. existió un asentamiento neolítico cerca del lago Svyatyshche (en ucraniano: Святище). Durante el siglo IX, Darnytsia fue un centro importante de Kyivan Rus, donde se alojaban embajadores y delegaciones de otras potencias mientras esperaban reunirse con los kniaz y ofrecer regalos. Esto le dio al área su nombre Darnytsia (derivado del eslavo/ucraniano dar, que significa regalo).
Si bien a lo largo del siglo XIX el área se fue poblando progresivamente, los habitantes residían técnicamente fuera de Kiev en asentamientos parecidos a aldeas (pero no aldeas por estatus) llamados Slobidkas (Sloboda, Slobodka en ruso). Ciertas partes de Darnytsia todavía llevan los nombres de los Slobidka que desplazaron (en particular, Mykilska Sloboda St. Nicholas Settlement).
Hasta finales del siglo XIX, el nombre Darnytsia se aplicaba comúnmente a la llanura en la margen izquierda del río Dniéper, frente al centro de la ciudad de Kiev. Hasta la Revolución Bolchevique en 1917, el área era legalmente parte de la Gobernación de Chernígov, a pesar de ser adyacente a Kiev, también un centro de su Guberniya, siendo el río Dniéper la frontera. El pueblo de Nova-Darnytsia y el resto del área del raion actual se incorporaron a la ciudad de Kiev en 1927. En 1935, Darnytsia se convirtió en un raion separado de la ciudad. El área urbanizada comenzó a industrializarse entre la Primera Guerra Mundial y la Segunda Guerra Mundial, después de convertirse en parte de Kiev. 

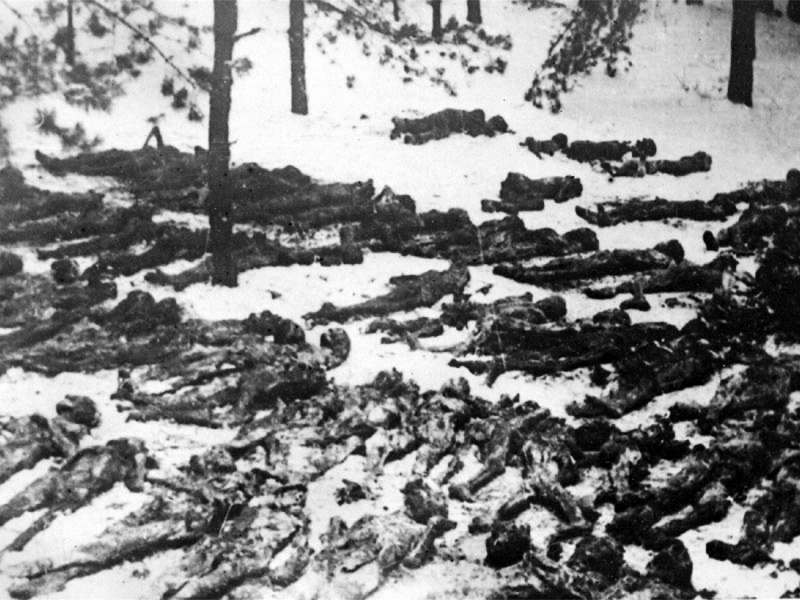
Cuerpos de quienes murieron torturados en el campo de concentración de Dárnytsia

En 1941 - 1943 hubo aquí un campo de concentración. Después de la Segunda Guerra Mundial, el área experimentó una importante reconstrucción y modernización y se industrializó fuertemente, con la instalación de industrias químicas, textiles, farmacéuticas y de procesamiento de alimentos. Se llevaron a cabo importantes proyectos de infraestructura, incluidas unidades de cogeneración de calor y energía, estaciones de ferrocarril, carreteras y líneas de metro. Varios institutos de investigación encontraron aquí su nuevo hogar, incluidos tres importantes institutos químicos de la Academia Nacional de Ciencias de Ucrania.